# Jessica Gow
Jessica Kristina Gow, född 23 januari 1978 i Härlanda församling i dåvarande Göteborgs och Bohus län, är en svensk fotograf och barnboksförfattare. 
Jessica Gow har verkat som fotograf för Göteborgs-Posten, Dagens Nyheter och Aftonbladet, innan hon 2000 anställdes vid bildbyrån Scanpix. Idag jobbar hon för TT Nyhetsbyrån. 
I fototävlingen Årets bild har hon tagit hem priser flera gånger, däribland Årets porträttbild 2006. År 2011 gjorde hon författardebut med barnboken Virkisarna med tillhörande virkbeskrivningar där hon virkat figurerna, skrivit sagan och tagit bilderna. Som fotograf har hon bland annat bevakat Eurovision Song Contest flera gånger.